# Sommerferie
 Der er for få eller ingen kildehenvisninger i denne artikel, hvilket er et problem. Du kan hjælpe ved at angive troværdige kilder til de påstande, som fremføres i artiklen.

 Denne artikel omhandler overvejende eller alene danske forhold. Hjælp gerne med at gøre artiklen mere almen.
Sommerferien er den ferie, der ligger i årets sommerperiode. For folkeskoleelever varer den ofte seks til syv uger. På nogle arbejdsplader er der tvungen sommerferie eller fastlagt ferieperiode, mens der på andre arbejdspladser ikke er indlagt nogen ferie, og medarbejderne selv må tage ferie.
9. januar 1920 rejste De Samvirkende Fagforbund (datidens navn for LO, FH) krav om indførelse af sommerferie.
Reglerne for afholdelse af ferie er fastlagt i ferieloven.